# Abronia ochoterenai
Abronia ochoterenai е вид влечуго от семейство Слепоци (Anguidae).

## Разпространение и местообитание
Видът е разпространен в Мексико.
Обитава тропически райони и гористи местности.